# Серезо Осака
„Серезо“, Осака (Seresso Ōsaka) е футболен клуб от град Осака, Япония.
Оригиналното наименование на отбора е „Янмар Дийзел“ и е свързано с компанията за продажба на земеделски машини и кораби „Янмар“. През 1993 г. тимът се преименува на „Осака“ ФК, а след допитването до феновете добавя „Серезо“ към името си.

## Отличия
ЯНМАР
- Японска сокър лига: 1971, 1974, 1975, 1980
- Купа на императора: 1968, 1970, 1974 г.

СЕРЕЗО ОСАКА
- Японска футболна лига: (1) 1994

## Известни треньори
- Жоао Карлос (Бразилия) 2001